# Список персонажів «Bungo Stray Dogs»
Нижче наведено список персонажів манґи Bungō Stray Dogs.

## Створення та дизайн
Персонажів Bungo Stray Dogs створив Кафка Асагірі та розробив Санго Харукава. Асагірі зазначив, що під час створення історії спочатку розроблявся дизайн персонажів, а не їхні сюжетні лінії, оскільки обмеження сюжету можуть призвести до того, що персонажі стануть занадто плоскими. Манґа виникла завдяки ідеї Асагірі зібрати кількох відомих пізніх авторів і намалювати їх як молодих людей і підлітків із надприродними здібностями, і в його надії, що більше людей зацікавляться літературою завдяки цій серії.

## Озброєне детективне агентство
Armed Detective Agency (яп. 武装探偵社, Busō Tantei-sha) — це організація людей, що використовують здібності, яка займається розкриттям злочинів, які вважаються занадто жорстокими або складними для столичної поліції, і в яких часто задіяні користувачі здібностей або надприродні сили. Вони тісно пов'язані з мережею державних установ і військового персоналу, виконуючи великий обсяг секретної роботи. Ліцензований персонал агентства наділений повноваженнями, подібними до поліції.
Ацуші Накадзима (яп. 中島 敦, Nakajima Atsushi)
Сейю: Yūto Uemura, Lynn (young)
Названий на честь Ацуші Накадзіми. Юнак, який раніше жив у дитячому будинку, а потім був викинутий звідти жорстокими опікунами через те, що став «надто дорослим» після того, як йому виповнилося вісімнадцять років. Наслідки жорстокого поводження, через яке він пройшов, серйозно травмували його і стимулюють його волю до боротьби, щоб знайти сенс життя. Він готовий ризикувати своїм життям заради інших і надзвичайно добрий, ймовірно, тому, що хоче дарувати іншим ту доброту, якої він ніколи не отримував у дитячому будинку. Поступово він набуває впевненості в собі. Його ворог Акутагава працює з ним лише зрідка, утворюючи зв'язок під назвою «Шин Сококу», з часом його потяг до нього зростає. Його здатність «Звір під місячним світлом» (яп. 月下獣, Gekkajū) відсилає до твору Накадзіми «Місяць над горою» (山月記, Sangetsuki), також відомого як «Поет-тигр» (人虎伝, Jinko-den). Вона дозволяє йому перетворюватися на великого білого тигра з неймовірною силою, швидкістю, здатністю до регенерації та витривалістю. Спочатку він не контролював себе і не пам'ятав подій, що відбувалися під час перетворення, але поступово вчиться правильно використовувати свою здатність і здобуває над нею контроль.
Осаму Дадзай (яп. 太宰 治, Dazai Osamu)
Сейю: Mamoru Miyano
Названий на честь Осаму Дадзай. Страшний колишній керівник портової мафії, який тепер працює з Агентством. Він бере Ацуші під своє крило, що є основною причиною образи Акутагави на Ацуші, оскільки Дазай знущався над ним, а потім покинув Акутагаву як свого «наставника», коли той покинув портову мафію. Його називають божевільним «маніяком-самогубцем», особливо його партнер Кунікіда, через його постійні спроби самогубства, роздуми про мирну смерть і одержимість ідеєю подвійного самогубства. Незважаючи на свою безтурботну, розслаблену поведінку, він також надзвичайно хитрий, розумний, досвідчений і жорстокий. Його здатність «Більше не людина» (яп. 人間失格, Ningen Shikkaku) дозволяє йому обнулити будь-яку здатність, з якою він вступає у фізичний контакт. Сюди входять користувачі здібностей і предмети, які утворюються за допомогою здібностей (наприклад, він несприйнятливий до предметів, створених здатністю Кунікіди), останнє було підтверджено в легкому романі «Вступний іспит Осаму Дазая» (文豪ストレイドッグス 太宰治の入社試験, Bungō Sutorei Doggusu: Dazai Osamu no Nyūsha Shiken).
Доппо Кунікіда (яп. 国木田 独歩, Kunikida Doppo)
Сейю: Yoshimasa Hosoya
Названий на честь Доппо Кунікіди. Відомий своїм ретельним плануванням, організованістю, перфекціоністськими нахилами та надмірною зацикленістю на своїх ідеалах. Через це його легко виводять з себе витівки Дазаї, жертвою яких він часто стає, оскільки є напарником Дазаї. Він часто пише і будує плани у своєму фірмовому блокноті, на обкладинці якого написано «Ідеали (яп. 理想, Рісу)». Блокнот пов'язаний з його здатністю «Незрівнянний поет» (яп. 独歩吟客, Doppo Ginkaku). Його здатність дозволяє йому матеріалізувати об'єкти, записуючи їх у блокноті, вириваючи сторінку і бажаючи, щоб вони існували, якщо об'єкт не більший за сам блокнот. Він може виготовити точну копію предмета, просто подивившись на нього, якщо розуміє його механізм і правильне використання. Він може використовувати заздалегідь вирвані сторінки зі свого блокнота і заздалегідь написані нотатки. Він може дистанційно матеріалізувати предмети на великій відстані, що дозволяє йому допомагати іншим членам Агентства на відстані. Його здатність, як і все, що він матеріалізує, може бути зведена нанівець Дазай, і об'єкт перетвориться на папір.
Рампо Едогава (яп. 江戸川 乱歩, Edogawa Ranpo)
Сейю: Hiroshi Kamiya
Названий на честь Ранпо Едоґави. Детектив, якого багато хто вважає «найкращим детективом у світі» (世界最高の名探偵 sekai saikō no mei tantei), він користується великим попитом у поліції і допомагає розкривати справи, як пов'язані, так і не пов'язані з Агентством, маючи репутацію людини, яка ніколи не розкриває справи неправильно. Незважаючи на те, що він є одним з найстаріших членів Агентства і користується великою повагою, він поводиться по-дитячому і не володіє базовими повсякденними навичками (наприклад, їздити на поїзді). Однак, він демонструє серйозність, коли цього вимагає ситуація. Він єдиний член Агентства, який не має справжніх здібностей, натомість володіє надзвичайною спостережливістю та навичками дедукції, що називається «супердедукцією» (яп. 超推理, Chō Suiri). Він не любить визнавати, що це не здібність, і переконує себе, що вона активується, коли він одягає окуляри, подаровані йому Фукузавою.
Дзюн'ітіро Танідзакі (яп. 谷崎 潤一郎, Tanizaki Jun'ichirō)
Сейю: Toshiyuki Toyonaga
Названий на честь Дзюн'ітіро Танідзакі. 18-річний асистент Агентства, який в основному займається збором інформації, оскільки його здатність «Легкий сніг» (яп. 細雪, Сасамеюкі) дозволяє йому проектувати ілюзії в межах певної зони, яка не дуже підходить для бою. Він живе зі своєю молодшою сестрою Наомі і дуже дорожить нею, незважаючи на те, що деякі її витівки його дратують.
Кендзі Міядзава (яп. 宮沢 賢治, Miyazawa Kenji)
Сейю: Hiroyuki Kagura (оригінал), Lucien Dodge (англійський дубляж)
Названий на честь Кендзі Міядзави. 14-річний оптимістичний і безтурботний хлопчик із сільської місцевості, він надзвичайно популярний серед мешканців Йокогами завдяки своїй чесності та життєрадісності. Це робить його основним збирачем інформації для Агентства від очевидців. Його здатність називається «Непереможний дощем» (雨ニモマケズ, Ame ni mo Makezu), яка надає йому надлюдської сили, коли він голодний.
Акико Йосано (яп. 与謝野 晶子, Yosano Akiko)
Сейю: Yū Shimamura
Названий на честь Акіко Йосано. Вона — медик Агенції, яку бояться за її тортурні методи лікування. Її здатність «Ти не помреш» (яп. 君死にたもうこと勿れ, Kimi Shinitamou Koto Nakare) дозволяє їй зцілювати будь-які рани, якщо пацієнт знаходиться на межі смерті; це часто призводить до того, що вона сильно травмує своїх пацієнтів, перш ніж зцілити їх. У минулому вона була медсестрою на війні і використовувала свої здібності для зцілення солдатів. Всі солдати називали її своїм ангелом. Але врешті-решт вони втомилися від того, що вона постійно вмирала і повертала їх до життя, щоб вони знову помирали, і один з її друзів серед солдатів спробував її вбити. Так вона отримала прізвисько «Ангел смерті».
Юкіті Фукудзава (яп. 福沢 諭吉, Fukuzawa Yukichi)
Сейю: Rikiya Koyama
Названий на честь Юкіті Фукузави. Він є президентом Озброєної детективної агенції, а також наставником Кунікіди. Його здатність «Всі люди створені рівними» (яп. 人上人不造, Hito no Ue ni Hito wo Tsukurazu) дозволяє йому контролювати здібності своїх підлеглих. Ця здатність особливо корисна для тих, хто не може контролювати свої здібності, як Ацуші та Кьока.
Кьока Ідзумі (яп. 泉 鏡花, Izumi Kyōka)
Сейю: Sumire Morohoshi
Названий на честь Кьоки Ідзумі. 14-річна дівчинка-сирота, яка потрапила до портової мафії і стала їхньою наймолодшою вбивцею. Її здібність, Демонічний сніг (яп. 夜叉白雪, Яша Сіраюкі), матеріалізує Демонічний сніг, безжального фантома з мечем, який виконує лише накази, що надходять з її мобільного телефону, що дозволило Акутагаві контролювати її здібності в минулому. Її батьки також були найманими вбивцями, поки ворог не спробував використати проти них здатність маніпулювати тілом. Мати Кьоки, яка на той час володіла Демоном Снігу, вбила свого чоловіка, а згодом і себе, оскільки поступово піддавалася здібностям, а останніми словами наказала фантому захистити її доньку і передати цю здатність далі. Однак ця техніка була незавершеною, в результаті чого Демон Сноу лише слухав накази з телефону.
Кірако Харуно (яп. 春野 綺羅子, Haruno Kirako)
Сейю: Mina
Названий на честь персонажа твору Дзюн'ітіро Танідзакі «Наомі» (痴人の愛, Chijin no Ai, букв. «Кохання дурня»). Клерк, що працює в Озброєній детективній агенції. У неї є кіт на ім'я Мії-тян, який виявляється Сосекі Нацуме в котячій подобі.
Наомі Танідзакі (яп. 谷崎 ナオミ, Tanizaki Naomi)
Сейю: Chiaki Omigawa
Названий на честь головної героїні твору Дзюн'ічіро Танідзакі «Наомі». Сестра Дзюн'ічіро і старшокласниця, яка має комплекс брата і часто любить його дражнити. Хоча часом вона буває втомливою для брата, вона здібна молода жінка. Через свій юний вік вона працює в агентстві лише неповний робочий день.
Катай Таяма (яп. 田山 花袋, Tayama Katai)
Сейю: Kenichi Suzumura
Названий на честь Катая Таями. Він є інформаційним брокером Агентства зі здатністю Футон (蒲団, також перекладається як «Ковдра»), яка дозволяє йому керувати електронікою в межах свого поля зору, поки він не торкається її. Він добре дружить з Кунікідою, знаючи його вже десять років. Він легко піддається стресу і часто буває невмотивованим, що може ускладнити плани Агентства. Його вважають хікікоморі.

## Портова мафія
Port Mafia (яп. ポートマフィア, Pōto Mafia) — підпільна злочинна організація . Також відомі як «Нічні наглядачі» Йокогами, вони мають дозвіл на «кваліфікований бізнес», що дозволяє їм здійснювати свою злочинну діяльність законно. Вони мають десятки підприємств під своїм контролем, що виходить за межі політики та економіки, і його вплив можна знайти в багатьох місцях навколо Йокогами. Мозок ринку злочинного світу, вони спеціалізуються на нападах, сильному озброєнні, заворушеннях, знущаннях і заборонених нечистих продуктах для грубих організацій. Вони мають багато міжнародних зв'язків з іншими злочинними організаціями.
Рюносуке Акутаґава (яп. 芥川 龍之介, Akutagawa Ryūnosuke)
Сейю: Kensho Ono
Названий на честь Рюносуке Акутаґави. 20-річний член портової мафії. Його здібність Рашомон (яп. 羅生門, Rashōmon) полягає у чорному плащі, який перетворюється на чорного (схожого на стихію вогню) звіра, що може «спалити» (розірвати) будь-що, навіть простір. Колишній учень Дазаї, він дуже злочинно знущається над своїм новим підлеглим Ацуші. Через те, що він виріс у нетрях і має хворобу легенів, він часто хворіє і страждає від постійного кашлю. Незважаючи на це, він дуже добрий, турботливий і милосердний (довіряє, піклується і розуміє) до своєї молодшої сестрички Гін, яка також працює в «Портовій мафії», але не має ніяких здібностей.
Чюя Накахара (яп. 中原 中也, Nakahara Chūya)
Сейю: Kishō Taniyama
Названий на честь Чюя Накахара. Він є виконавчим членом портової мафії та колишнім партнером Дазая як Подвійний Чорний (яп. 双黒, Сукоку). Його здатність «На заплямованій скорботі» (яп. 汚れっちまった悲しみに, Yogorecchimatta Kanashimi ni) дозволяє йому маніпулювати гравітацією об'єктів, доки він перебуває з ними в контакті. Він досить низького зросту і не любить, коли йому про це нагадують, особливо Дазай. Хоча він досить запальний і безжалісний, з ним можна порозумітися. Вважається одним з найсильніших користувачів здібностей.
Ічійо Хігучі (яп. 樋口 一葉, Higuchi Ichiyō)
Сейю: Asami Seto
Названа на честь Ічійо Хіґучі. Вона є членом портової мафії та підлегла Акутагави, яким дуже захоплюється. Хоча природа її здібностей ще не підтверджена, показано, що вона фізично сильна і володіє неабиякими бойовими навичками. Вона дуже добре володіє вогнепальною зброєю і віддає перевагу набору подвійних пістолетів.
Motojirō Kajii (яп. 梶井 基次郎, Kajii Motojirō)
Сейю: Wataru Hatano
Названий на честь Мотоджіро Кадзі. 28-річний член портової мафії та сумнозвісний серійний підривник. Його здатність «Лимонна бомба» (яп. 檸檬爆弾, Remonēdo) не дає йому постраждати від бомб у формі лимона, які він виготовляє власноруч. Надзвичайно ексцентричний, легко збудливий і керований прагненням робити наукові відкриття, він розглядає концепцію смерті як свій «найбільший експеримент», зачарований нею і називає її «вершиною науки».